# Olivier Bourbeillon
Pour l’athlète français, voir Patrick Bourbeillon.
Olivier Bourbeillon est un réalisateur et producteur de cinéma français, né le 2 février 1957 à Dinan. Au sein de sa société Paris-Brest Productions, Olivier Bourbeillon a produit plus une quarantaine de courts-métrages, une vingtaine de documentaires et plusieurs longs-métrages, dont Microclimat de Marie Hélia.

## Biographie
Arrivé à Brest vers l'âge de 7 ans, il s'ancre profondément dans sa ville et fait partie des « bretons voyageurs ». Il fait des études de cinéma à Paris VIII. Créateur d'une troupe d'étudiants à Brest appelée L'Arrache-cœur, Olivier Bourbeillon met en scène des spectacles : Les Bâtisseurs d'Empire ou le Schmürz (1977), L'usure... ou le temps d'un acteur (1979).
En 1983, il réalise son premier film, La Fiancée, un mélo adapté d'une nouvelle de Jean-François Coatmeur. Il s'agit du premier court-métrage breton intégralement tourné à Brest. Après avoir vécu à Paris en pleine génération du court métrage, l'idée lui vient d'organiser des nuits du film court au Mac Orlan à Brest en 1984.
Deux ans plus tard, en 1986, il cofonde le Festival européen du film court de Brest, dont il est le président jusqu’en 1991. L'association organisatrice, Côte Ouest, popularise les courts-métrages et l'événement devient incontournable dans la vie culturelle brestoise, fêtant ses 20 ans en 2005.
En 1992, il réalise au port de Brest son premier long métrage, Rêve de Siam, dont la bande originale est signée par Dan Ar Braz, sortie en tant qu'album (Rêves de Siam). Il s'agit du premier film breton diffusé sur une chaîne nationale, Antenne 2.
Il fonde, en 1989, avec Alain Rocca, la société Lazennec Bretagne. Après l'arrêt de Lazennec Bretagne, il fonde en 1999 Paris-Brest Productions, qu'il dirige avec Marie Hélia. Il devient un cinéaste et producteur important en Bretagne.
En 1995, dans Chasing Marc Behm, il souhaite raconter les difficultés pour adapter l'auteur Marc Behm, en recueillant pour cela les témoignages de Claude Chabrol, Jacques Audiard et Jean-Jacques Beineix notamment. Dix ans plus tard, il consacre un film-anniversaire à Claude Chabrol, un de ses cinéastes préférés : Grand manège, tourné en 2004, fête les « 74 printemps du Maître ».
Avec sa compagne Marie Hélia, il coréalise et produit plusieurs films. En 1997, ils retracent l'histoire du Mouvement breton dans Bzh, des bretons, des Bretagnes, avec des témoignages et la participation de Roger Faligot. Dix ans plus tard, il produit le film dramatique Microclimat qui rencontre un succès critique, et populaire, à son échelle, avec 16 000 entrées.
Il réalise, de 2012 à 2014, un film consacré à un de ses artistes préférés, Boris Vian : Une vie en forme d'arête, diffusé sur France 3 le 13 février 2015.

## Filmographie

### Courts-métrages
- 1983 : La Fiancée, adaptation de Ballet noir de Jean-François Coatmeur[5]
- 1986 : Marée basse
- 1986 : Chasseurs de rêves
- 2000 : Une femme dans la rue[21]
- 2006 : Le Marteau-Pilon
- 2017 : Mer

### Longs-métrages
- 1987 : La Septième dimension, réalisé avec Benoît Ferreux, Manuel Boursinhac, Laurent Dussaux, Stephan Holmes et Peter Winfield
- 1992 : Rêve de Siam (bande originale Rêves de Siam par Dan Ar Braz)

### Documentaires
- 1988 : Le manteau de papier, portrait du peintre brestois Paul Bloas, 26 min[22]
- 2001 : Portrait d'un homme debout, portrait d'une grande voix de la chanson bretonne, Yann-Fanch Kemener, 52 min, diffusé sur TV Breizh[23]
- 1995 : Chasing Marc Behm, documentaire autour de l'œuvre de Marc Behm, 35 min (La Huit production)[24]
- 1997 : BZH, des bretons, des Bretagnes, film sur le mouvement breton, 90 min (Lazennec Bretagne)[25]
- 1999 : Le chevalier au sable rouillé, documentaire sur Glasgow et William McIlvanney, 28 min (Noodles production)[26]
- 1999 : Un piano dans chaque port, documentaire sur le pianiste brestois Didier Squiban, 26 min (Morgane production)[27]
- 2001 : L'album, présentation de photos prises en Bretagne, réalisé avec Marie Hélia et Thierry Salvert, 2 x 25 min[28]
- 2004 : L’Equipier, making-of du film de Philippe Lioret[29]
- 2005 : La Dernière journée, documentaire sur l'arsenal de Brest, 35 min (DVD La Petite collection)[2]
- 2005 : Grand Manège : Qu'est ce qui fait tourner Claude Chabrol ?, 58 min, diffusé sur France 2 en février 2006[30]
- 2013 : D'où tu viens, documentaire sur Éric Vigner, 45 min[31]
- 2014 : Une vie en forme d'arête : Boris Vian, 44 min, diffusé sur France 3 en février 2015[20]
- 2014 : Mon journal au quotidien. Au cœur du Télégramme, 55 min (co-production France Télévisions / Paris Brest Productions)[32]
- 2014 : La folle nuit Matheus, documentaire sur l'Ensemble Matheus et Jean-Christophe Spinosi, 50 min[33]
- 2017 : Sacrée Musique, documentaire sur Jean-Christophe Spinosi, 54 min

## Récompenses et nominations
- La Fiancée : primé au festival de Douarnenez 83[5]
- Le Manteau de papier : Grand prix du festival de Douarnenez 1989[34]
- Bzh, des bretons, des Bretagnes : prix Armen du festival de Douarnenez, prix à la création Bretagne 1997[35]

### Films et ouvrages
- * Philippe Pilard et Bertrand Tesson, Ciné Bretagne, 1995, film documentaire
- André Colleu et Mathilde Valverde, L'album: panorama de l'audiovisuel en Bretagne, Institut culturel de Bretagne, 1985, 215 p., « La fiancée », p. 268
- Jean-Pierre Berthomé et Gaël Naizet, Bretagne et cinéma: cent ans de création cinématographique en Bretagne, Cinémathèque de Bretagne, 1995, 215 p., « Rêve de Siam. Olivier Bourbeillon - 1992 », p. 198
- Tangui Perron, Le cinéma en Bretagne, Editions Palantines, 2006, 237 p.